# Nematostella vectensis
Nematostella vectensis — вид актиній родини Edwardsiidae. Модельний організм у молекулярній біології; використовується для вивчення еволюції кнідарій.

## Поширення
Вид поширений на півночі Атлантичного океану біля берегів Великої Британії, США та Канади та біля тихоокеанського узбережжя США.

## Розмноження
Nematostella vectensis роздільностатеві. При певному режимі утримання статеве розмноження триває протягом всього року. Самиці з періодичністю раз на вісім днів відкладають через рот яйцеві шнури (що нетипово для актиній), в які укладені від 5 до 2000 яйцеклітин. У цих же шнурах містяться сотні або тисячі нематосом — округлих війкових тілець, що містять кнідоцити. Самці виділяють рухливі сперматозоїди.
Після запліднення утворюється бластула. Через 12-14 годин (при 20 ° C) відбувається гаструляція шляхом інвагінації, а через 36-48 годин з яйця виходить куляста планула. Потім її тіло подовжується. Через 5 днів навколо ротового отвору з'являються зачатки чотирьох щупалець, а в кишковій порожнині — перші мезентерії. На 7-й день, при довжині тіла 250—500 мкм, личинки осідають на дно і зазнають метаморфозу. Через 2-3 тижні формується вісім щупалець і вісім макрокнем. Статевої зрілості більшість особин досягає через 2,5-3 місяці. У природі довжина тіла Nematostella vectensis не перевищує 6 см, зазвичай складаючи близько 2 см; в лабораторії актинії виростали до 12 см.